# علی اسماعیلی قوچانی

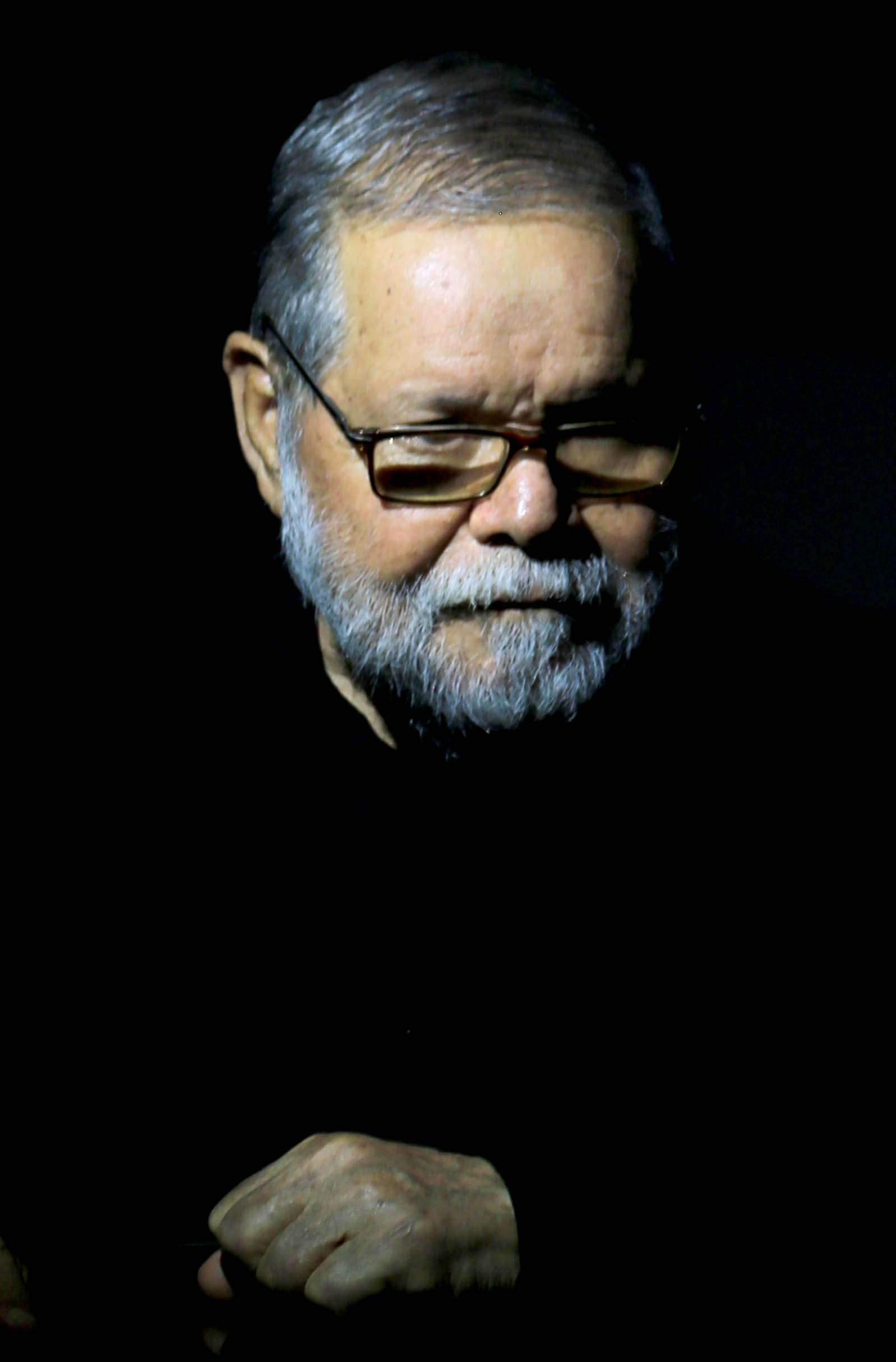

علی اکبر اسماعیلی قوچانی (زادهٔ ۱۳۲۳ خورشیدی، در قوچان - خراسان رضوی) معروف به خطاط هفت قلم ، هنرمند خوش‌نویس ایرانی است.

## زندگی
علی اکبر اسماعیلی قوچانی، فرزند اسماعیل در سال ۱۳۲۳ شمسی در خراسان رضوی شهرستان قوچان دیده به جهان گشود. وی دوران تحصیل ابتدایی و دبیرستان را در قوچان گذرانید و نزد استاد عبدالحسین توفیقی در زادگاهش یادگیری هنر خوشنویسی را شروع کرد.
عشق و علاقه فراوان به خوشنویسی وی را عازم تهران کرد و تا سال ۱۳۵۵ هجری شمسی در تهران سکونت داشت و در محضر استادان بزرگ همچون سید حسن میرخانی معروف به سراج الکتاب و مؤسس انجمن خوشنویسان ایران (نستعلیق)، استاد معصومی معروف به نجفی زنجانی (ثلت و نسخ)، استاد ابراهیم بوذر در اقلام مختلف خطوط: نستعلیق، ثلث و نسخ را به‌غایت فرا گرفت.
استاد اسماعیلی قوچانی در سال ۱۳۴۵ اولین شعبه انجمن خوشنویسان ایران در بین شهرستانهای کشور را، در قوچان تأسیس کرد.
وی سالها به نوشتن بزرگ‌ترین قرآن جهان پرداخت که کتابت آن در سال 1395 پایان یافت و این قرآن در موزه شخصی وی واقع در شهر مشهد نگهداری می‌شود و صفحاتی از آن در نمایشگاه بین‌المللی مشهد ۲۰۱۷ رونمایی شد.
عکس‌هایی از کتابت
این اثر نفیس و ارزشمند بیش از ۶۰۰ صفحه با تذهیب طلاکاری شده به ابعاد هر صفحه ۲۵۰ در ۱۷۰ سانتیمتر، قابل شستشو و وزن هر صفحه سه و نیم کیلوگرم می‌باشد.
تاکنون نمایشگاه‌های زیادی از آثار وی در شهرهای مشهد، تهران، رامسر، ساری، گرگان، گناباد، طبس، کلات نادر و بیرجند و کشورهایی همچون بلغارستان و پاکستان، انگلستان (لندن-۱۳۵۴) برگزار شده است.
همچنین در نمایشگاهی که به مناسبت نکوداشت استاد سید حسن میرخانی در مجتمع امام رضا (ع) مشهد برگزار شده بود آثاری از ایشان و همچنین سرمشق‌هایی از استاد حسن امیرخانی با قدمت حدود ۶۰ سال به نمایش درآمد.

## نشان‌ها
سال ۱۳۸۶ مراسم تجلیل از ۱۴ نفر از گنجینه‌های هنرهای فراموش شده کشور در بخش هفت قلم خوشنویسی توسط رئیس فرهنگستان هنر
دریافت نشان همای هنر در سال 96 توسط وزیر وقت سازمان میراث فرهنگی و گردشگری ایران
دارای نشان درجه یک استادی انجمن خوشنویسان ایران

## آثار

### تألیفات
- خودآموز خوشنویسی، تعلیمی نوع در خطوط نستعلیق، ثلث و نسخ.
- کلک خوشنویسی در چهل حدیث رضوی.
- کلک خوشنویسی در مقام معلم.
- از علی (ع) آموز اخلاص عمل
- نقطه رمز و راز بسم الله
- آفتاب حسن
- تنزیل نور.
- تجلی هنر.
- هفت قلم خوشنویسی.
- آموزش خط نوآموزان.
- عهد و پیمان
- زیارت عاشورا و دعای علقمه.
- مفاتیح الجنان.
- آموزش خوشنویسی به روشی نو
- معلم خوبیها
- آموزش خط ثلث
- کلام جاویدان پیامبر اعظم
- کتاب جوامع الحکم به خط نستعلیق و ثلث چاپ هندوستان.
- کلیات حافظ با چهل و پنج تابلو نفیس به خط ثلث، ترکیبی از ۵۴۵ صفحه؛ و ده‌ها عنوان دیگر …

### آثار فاخر

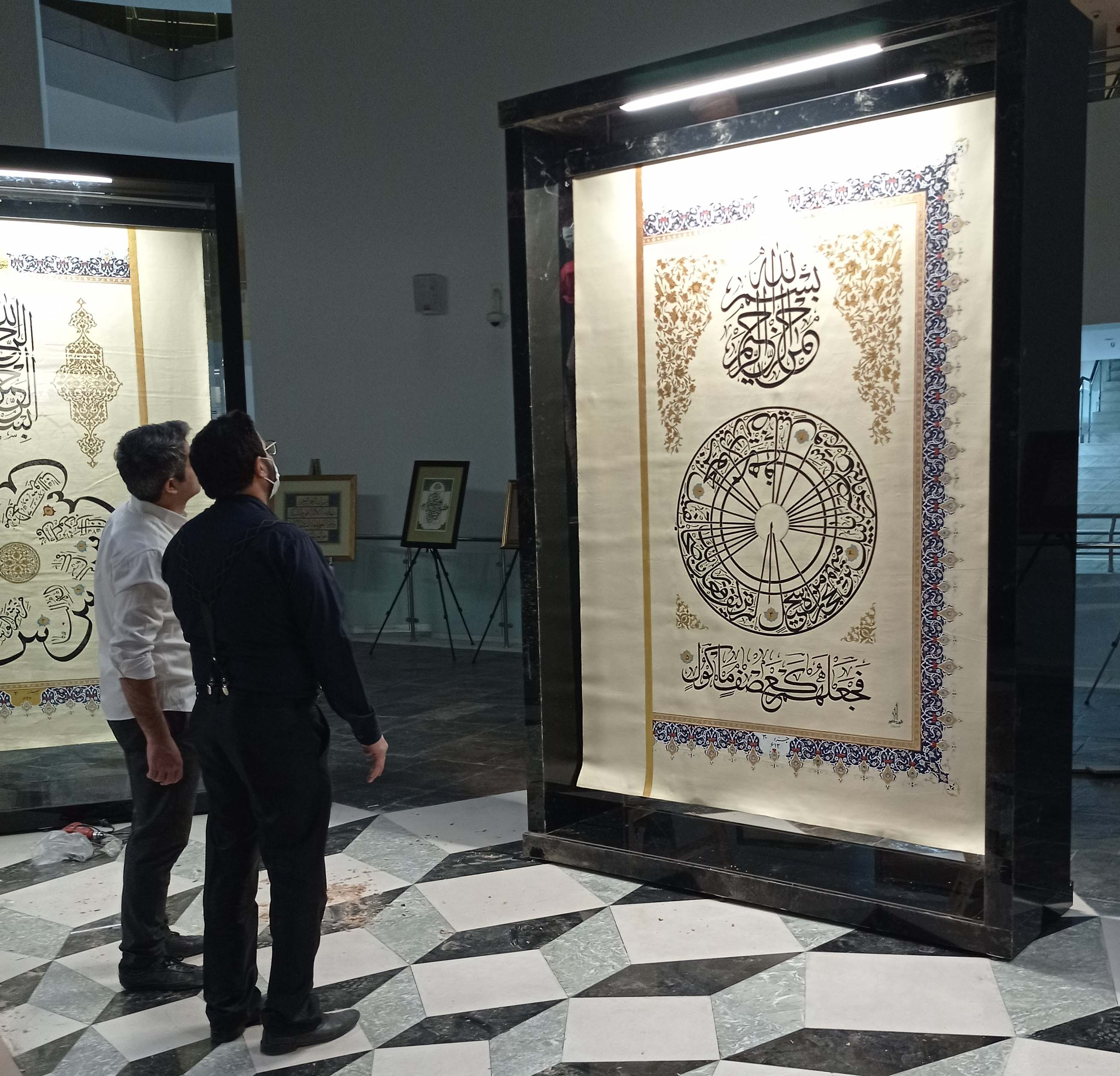

- کتابت بزرگترین و نفیس‌ترین قرآن جهان.

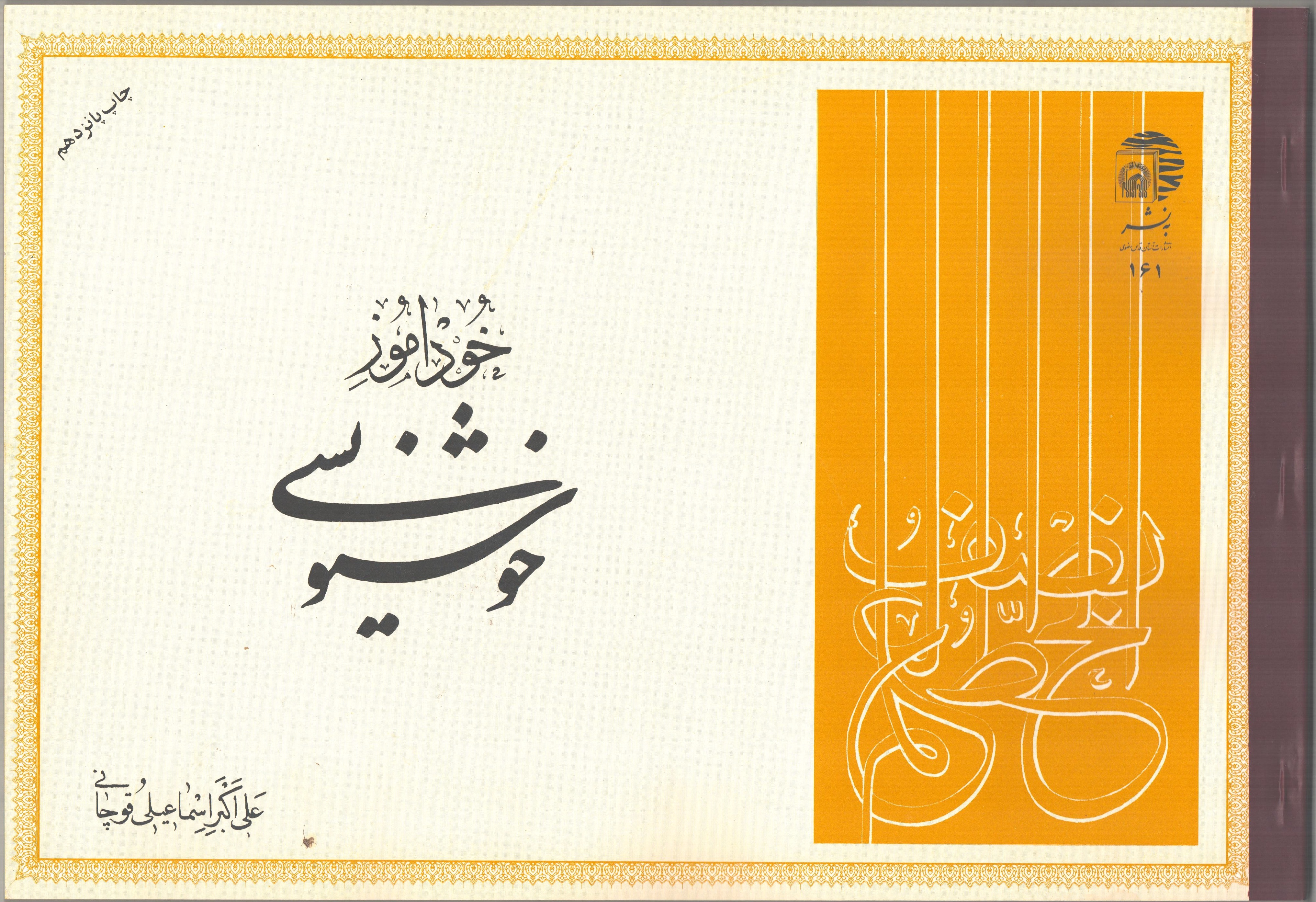

- ابداع آموزش به سبک تک حروف و اتصالات ( قبل از به وجود آمدن نرم افزارهای تایپ خوشنویسی در کتاب خودآموز خوشنویسی / چاپ اول 1362 که تا 50 نوبت به چاپ رسیده است )
- کتیبه های درب باب القبله حرم مطهر امام حسین علیه السلام
- کتیبه مسجد امام علی علیه السلام ( مرکز اسلامی اروپا . هامبورگ . آلمان )
- کتیبه صحن قدس ( حرم مطهر امام رضا علیه السلام )